# 赤沼 (春日部市)
赤沼（あかぬま）は、埼玉県春日部市の町丁。現行行政地名は赤沼のみ。丁番の設定のない単独町名である。住居表示未実施地区。郵便番号は344-0015。

## 地理
埼玉県の東部地域で、春日部市南東部の大落古利根川（昔の利根川）が造りだした沖積平野や、自然堤防上に位置する地区である。東側で河道跡を挟んで北葛飾郡松伏町大川戸、南側で大落古利根川を挟んで越谷市船渡や同平方、西側で銚子口、北側で豊野町や中川（庄内古川）を挟んで赤崎と隣接する。また、北側では対角線上に水角が位置する。また、赤沼の西方で、豊野町の南側に赤沼の飛地がある。
地区内は全域が市街化調整区域となっており、北部や南部の氾濫平野を中心に水田などの農地が多く見られる。中央部の主に県道沿いの周辺には、水田や畑などの農地のほか民家などが混在する。
東埼玉道路連絡線（完成2車線）の建設が地内の北部で行なわれている。

### 河川
- 大落古利根川
- 中川（庄内古川）
- 八間堀

## 歴史
もとは江戸期より存在した下総国葛飾郡松伏領に属する赤沼村であった。古くは八郷下河辺荘のうちにあったという。寛永年間（1624年〜1645年）頃に武蔵国葛飾郡に属されたと思われる。村高は正保年間の『武蔵田園簿』では554石余（田183石余、畑371石余）、『元禄郷帳』によると649石余、『天保郷帳』によると650石余、『旧高旧領』によると649石余であった。助郷は日光街道粕壁宿に出役していた。化政期の戸数は132軒で、村の規模は東西12町余、南北9町余であった。
- はじめは幕府領、以降変遷なし[5]。
- 幕末の時点では武蔵国葛飾郡に属し、明治初年の『旧高旧領取調帳』の記載によると、代官・小笠原甫三郎支配所が管轄する幕府領、および以下に記載する寺社領であった[9]。
  - 万福寺領・正法寺領・竜宝寺領・宝蔵院領・安養院領・薬師堂領
  - 香取社領・稲荷社領・三王社領
- 1868年（慶応4年）6月19日  - 代官支配地が下総知県事・佐々布直武（熊本藩士）の管轄となる。
- 1869年（明治2年）1月13日 - 下総知県事・水筑竜の管轄区域に葛飾県[9]を設置（葛飾郡も参照）。県庁は葛飾郡加村字坂之下に置かれる。
- 1871年（明治4年）11月13日 - 第1次府県統合により武蔵国葛飾郡のうち大場川および小合溜井以北の区域が埼玉県の管轄となる。
- 1879年（明治12年）3月17日 - 郡区町村編制法により成立した北葛飾郡に属す。郡役所は杉戸宿に設置。
- 1889年（明治22年）4月1日 - 町村制施行に伴い、赤沼村、銚子口村、藤塚村が合併し、北葛飾郡豊野村が成立[10]。赤沼村は豊野村の大字赤沼となる。
- 1947年（昭和22年）9月 - カスリーン台風の襲来により大きな被害を受ける[5]。
- 1954年（昭和29年）7月1日 -  南埼玉郡春日部町、豊春村、武里村、北葛飾郡幸松村と合併し、市制を施行して春日部市となる[11][12]。春日部市の大字となる。
- 1977年（昭和52年）4月 - 地内に越谷春日部バイパスが暫定2車線で開通[13]。また、地内に武里第二幼稚園が開園する。
- 1983年（昭和58年）10月26日 - 豊野工業団地土地区画整理事業の完成に伴ない[14]、大字赤沼の一部が豊野町の一部となる[15]。
- 1986年（昭和61年）3月 - 地内の薬師沼の周囲に薬師沼親水公園・薬師沼憩いの家が完成する[13]。
- 2005年（平成17年）
  - 5月15日 - 地内に朝日自動車杉戸営業所の春日部駅（東口・西口） - ゆりのき橋 - 豊野工業団地線が開設される。
  - 10月1日 - 春日部市が北葛飾郡庄和町と合併し、新たな春日部市が発足、同時に住所標記の簡略化のため市内の大字が廃止され[16]、大字赤沼は丁番の設定のない赤沼となる[17]。
- 2022年（令和4年）3月31日 - 地内の武里第二幼稚園がこの日を以って閉園となる[18]。

### 存在していた小字
- 立野[19]
- 堂面
- 沼回り
- 香取
- 堤内
- 讃岐川戸
- 出口
- 浦道
- 内谷
- 土取場
- 水角
- 銚子口下

## 世帯数と人口
2024年（令和6年）1月1日現在の世帯数と人口は以下の通りである
| 丁目 | 世帯数  | 人口    |
| ---- | ------- | ------- |
| 赤沼 | 600世帯 | 1,309人 |

## 小・中学校の学区
市立小・中学校に通う場合、学区は以下の通りとなる。
| 丁目 | 番地 | 小学校               | 中学校               |
| ---- | ---- | -------------------- | -------------------- |
| 赤沼 | 全域 | 春日部市立豊野小学校 | 春日部市立豊野中学校 |

## 交通
地内に鉄道は敷設されていない。

### 道路
- 国道4号越谷春日部バイパス
- 埼玉県道10号春日部松伏線
- 千葉県道・埼玉県道80号野田岩槻線
- 古利根川緑道（自転車歩行者道）

### バス
朝日自動車杉戸営業所
- 春日部駅東口〜藤塚中央〜豊野工業団地線（系統番号：KB61〜KB64）
飛地に「豊野入口」停留所（KB61・KB64）が設置されている[21]。

茨城急行自動車
地内に「赤沼」、「赤沼十字路」停留所が設置されている。
春日部市コミュニティバス「春バス」
地区内を縦貫・巡回する路線は設定されていない。以前は「赤沼〜武里駅ルート」が設定され、「豊野工業団地入口」や「薬師沼親水公園」・「赤沼新田」・「赤沼新町」・「新町組自治会館」・「赤沼自治会防災倉庫」・「赤沼香取神社」停留所があったが、2024年1月3日限りで廃止された（詳細は当該項目を参照）。

## 施設
- 赤沼神社（赤沼香取神社）
  - 赤沼集会所
  - 赤沼ちびっ子広場
- 薬師沼親水公園
  - 春日部市薬師沼憩いの家
- 常楽寺
- 赤沼新田会館（赤沼1669）
- 赤沼上手集会所（赤沼666−5)
- 赤沼下手集会所（赤沼212)
- 新町組自治会館（赤沼1312−1)
- 赤沼排水機場

### 過去の施設
- 武里第二幼稚園